# كرسول خيمي
كرسول خيمي (الاسم العلمي:Crassula umbellata) هو نوع نباتي يتبع جنس الكرسول من فصيلة الكرسولية.